# Eye Candy (serie televisiva)
Eye Candy  è una serie televisiva statunitense trasmessa dal 12 gennaio al 16 marzo 2015 su MTV, mentre in Italia è inedita.

## Trama
Lindy ( Victoria Justice ), una ragazza di 21 anni, viene convinta dalla sua coinquilina  Sophia ( Kiersey Clemons ) ad iscriversi ad una applicazione di dating online. Purtroppo comincia a sospettare che uno dei suoi pretendenti potrebbe essere un serial killer.
Lindy collabora con i suoi amici, un gruppo di hacker, per risolvere gli omicidi del serial killer nel tentativo di trovare anche sua sorella, Sara (Jordyn DiNatale), che è stata rapita tre anni prima.

## Episodi
| Stagione       | Episodi | Prima TV USA | Prima TV Italia |
| -------------- | ------- | ------------ | --------------- |
| Prima stagione | 10      | 2015         | inedita         |

## Personaggi e interpreti

### Principali
- Lindy, interpretata da Victoria Justice
- Tommy, interpretato da Casey Deidrick
- Sophia, interpretata da Kiersey Clemons
- Connor, interpretato da John Garet Stoker
- George, interpretato da Harvey Guillén

## Produzione
Il 12 settembre 2013, MTV ha confermato una serie basata sul romanzo Eye Candy, scritto da Robert Lawrence Stine. 
L'episodio pilota è stato scritto da Emmy Grinwis e diretto da Catherine Hardwicke.
Le riprese sono iniziate il 15 settembre 2014, e sono finite il 20 dicembre 2014. 
Nel 2015 la serie viene cancellata.